# Nissan Leaf
A Nissan Leaf egy elektromos meghajtású, ferde hátú, ötajtós autótípus, amelyet a japán Nissan autógyár fejlesztett ki és bocsátott piacra 2010-ben. A Leaf az első, nagy tételben eladott, tisztán elektromos meghajtású autó. 2017-től a második generációs modell van forgalomban.
2011-ben elnyerte Az Év Autója díjat. 2018-ban a legtöbbet eladott elektromos autó a Nissan Leaf volt.

## Története

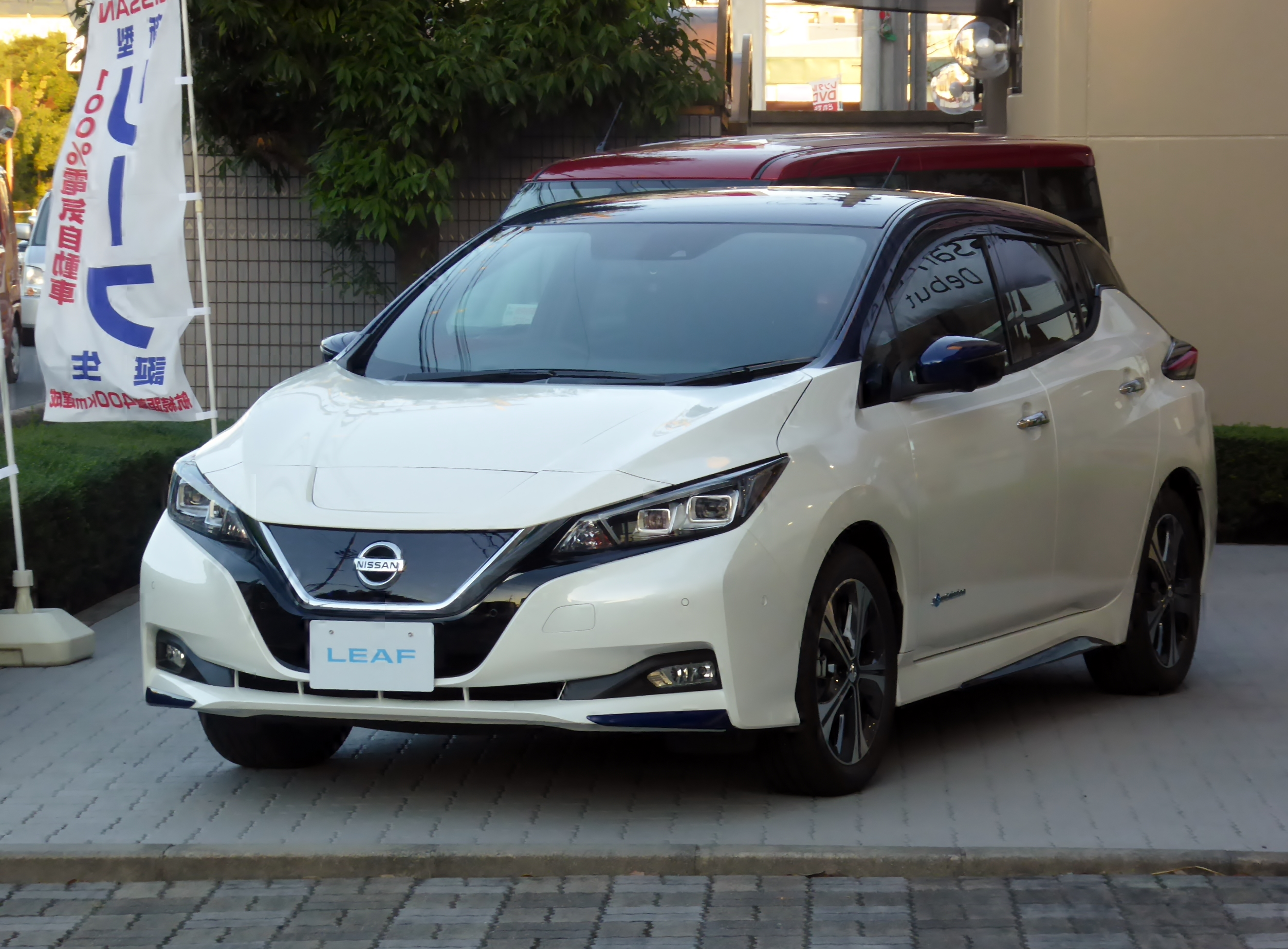
Elölnézetből
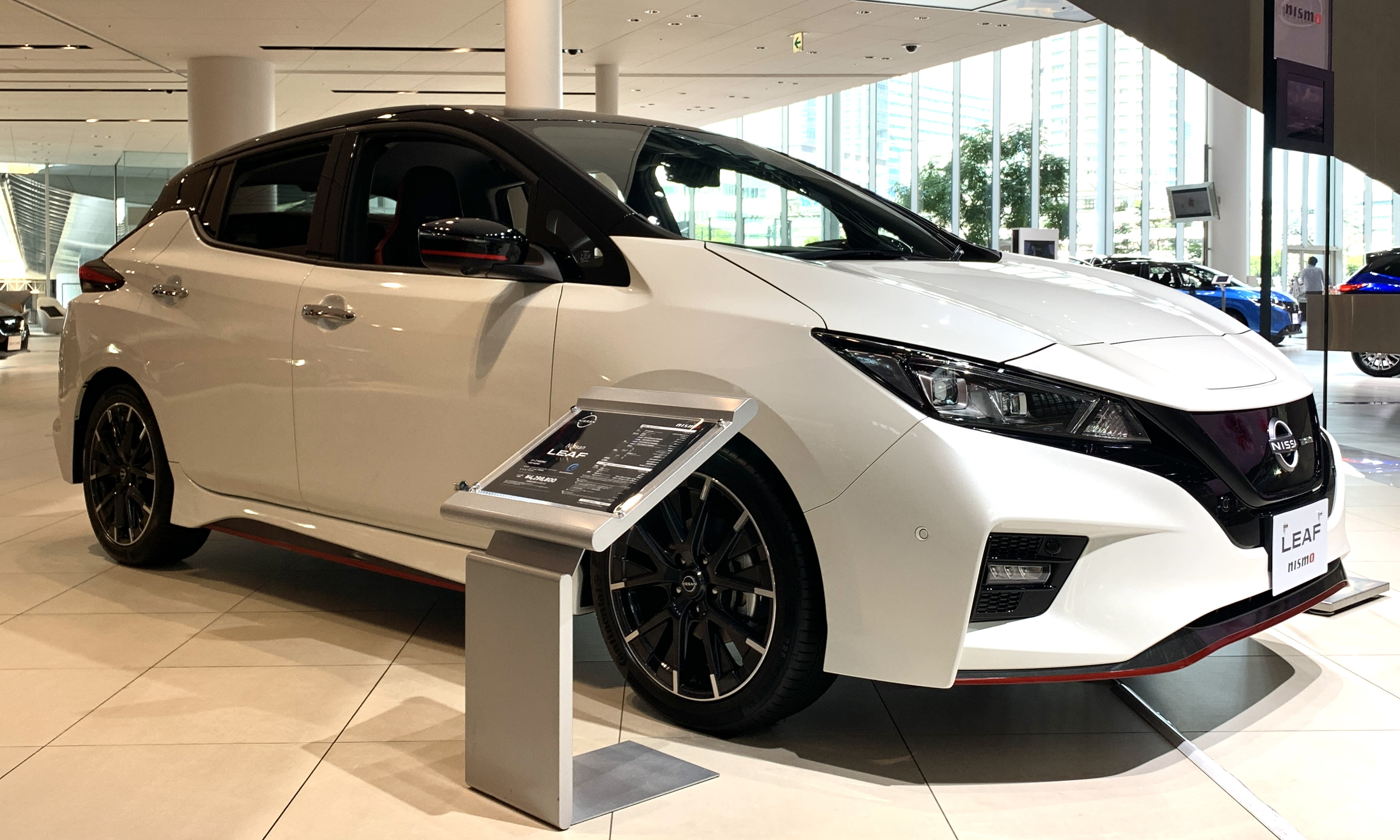
Elölnézetből
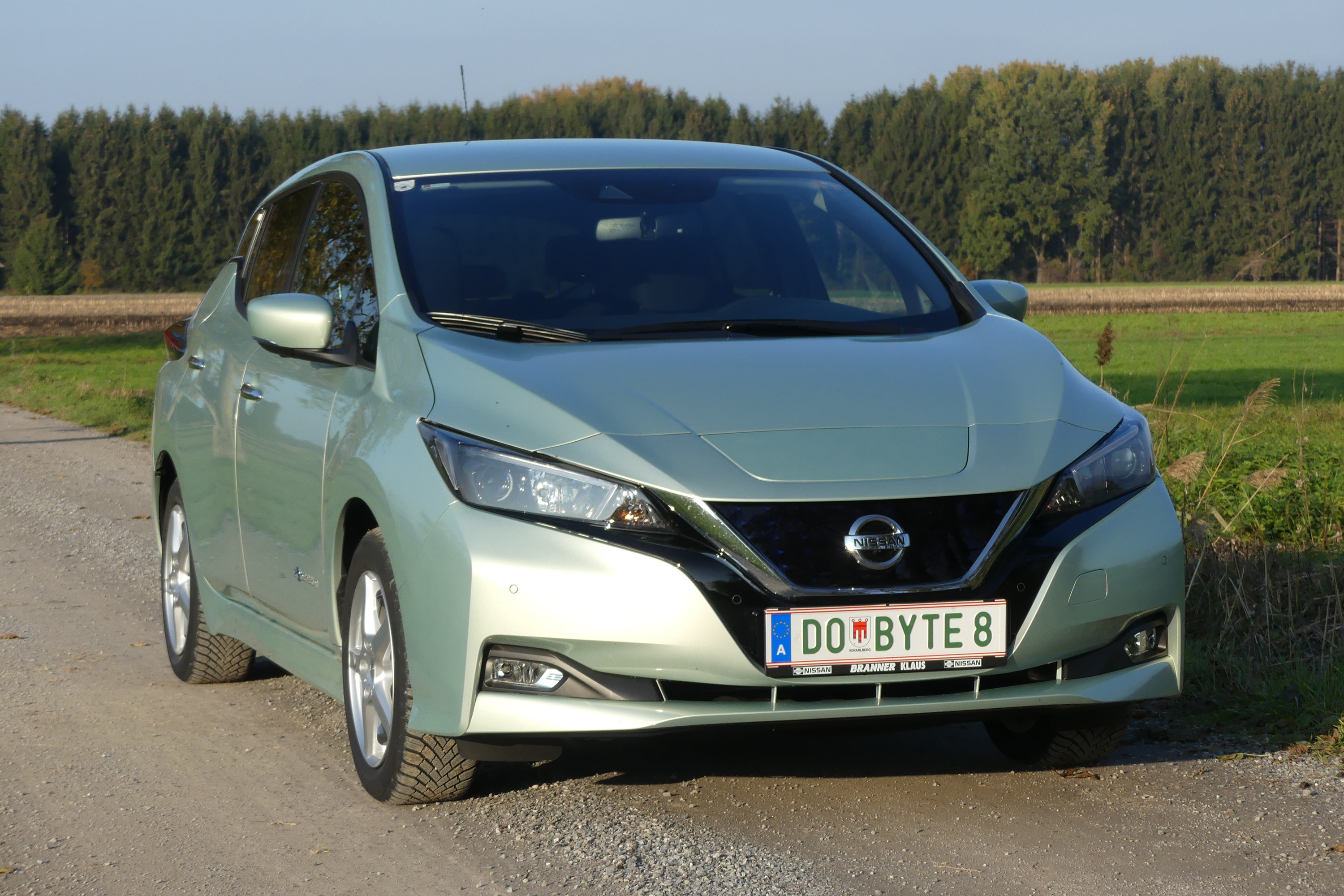
Elölnézetből
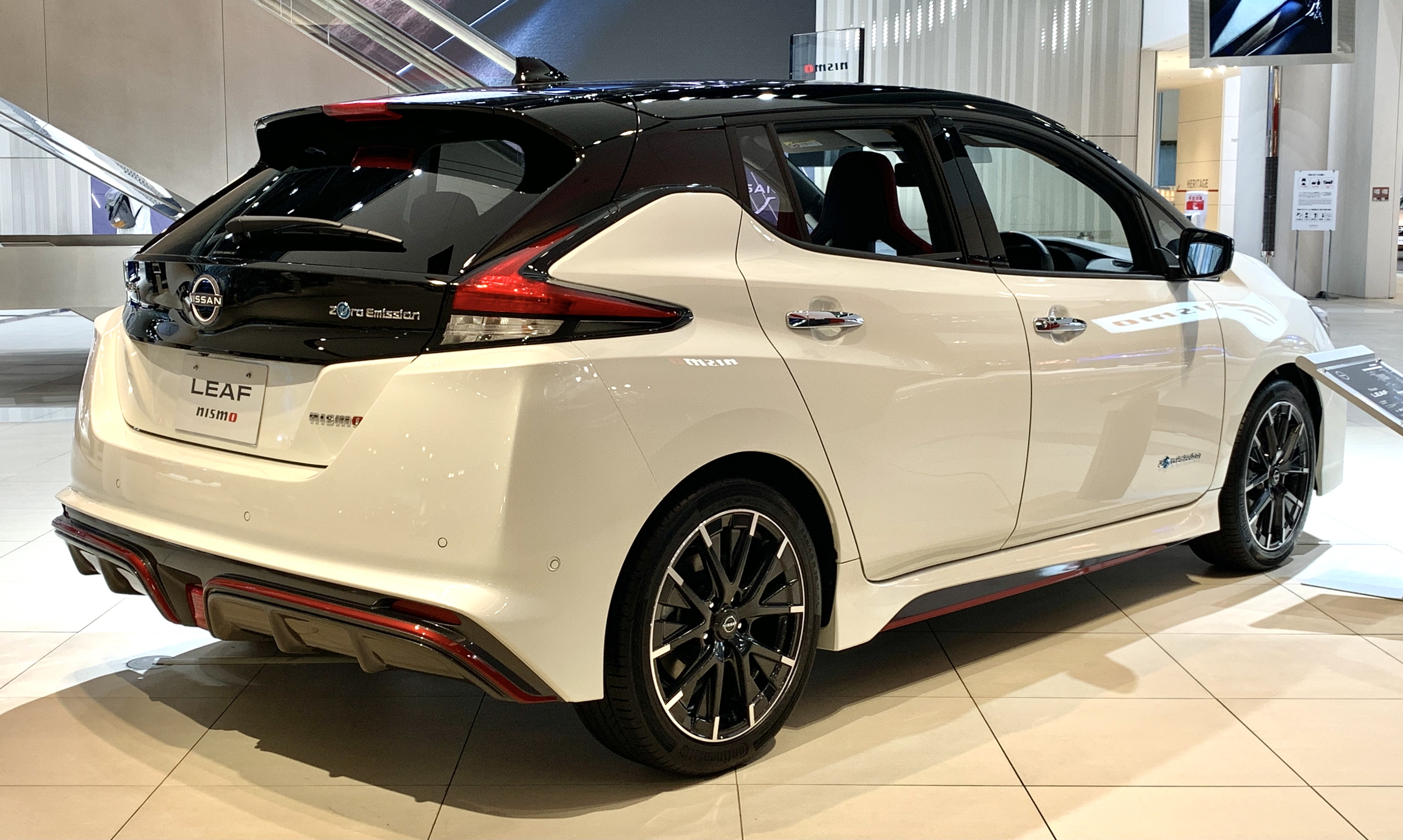
Hátulnézetből
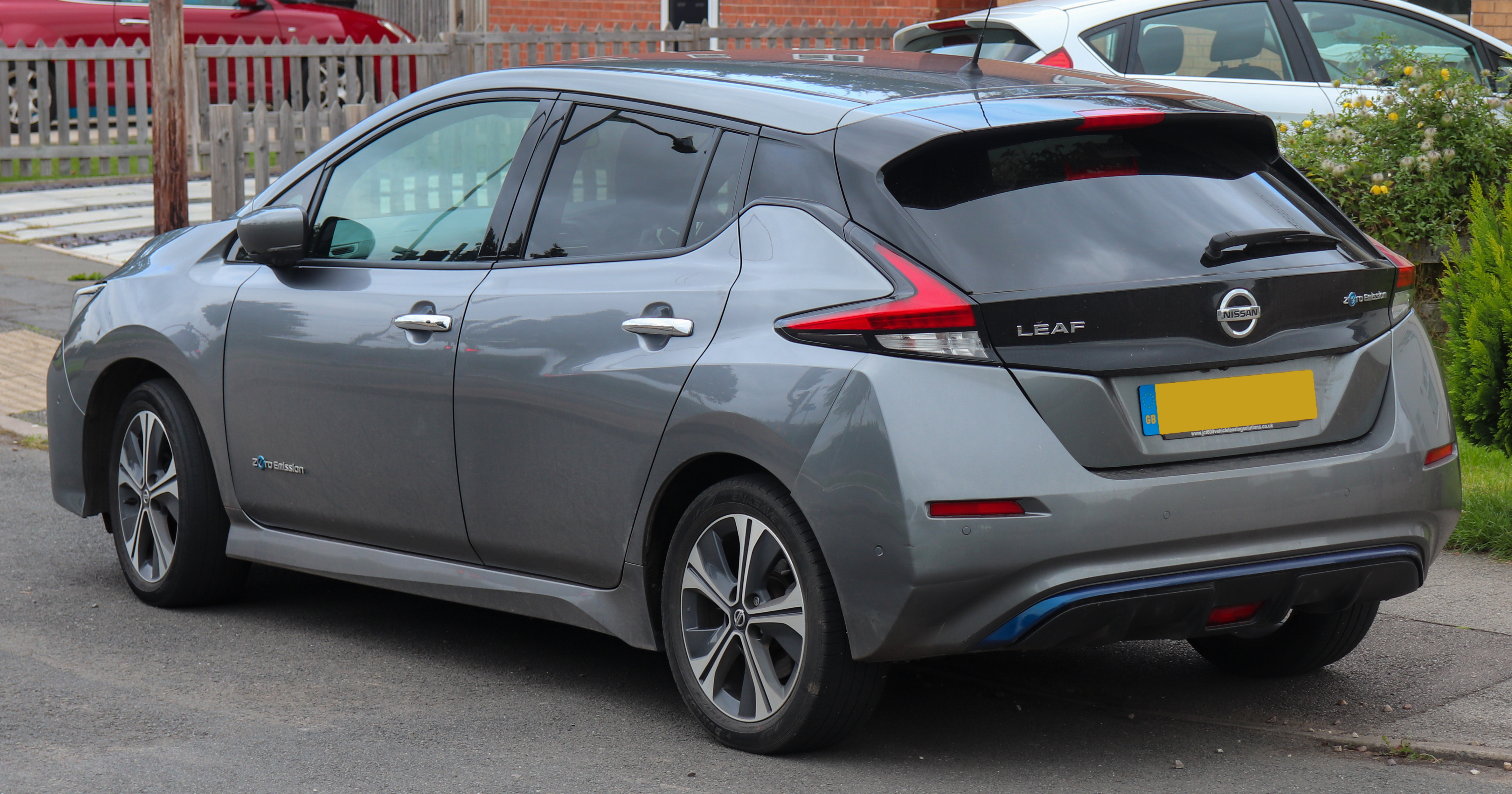
Hátulnézetből
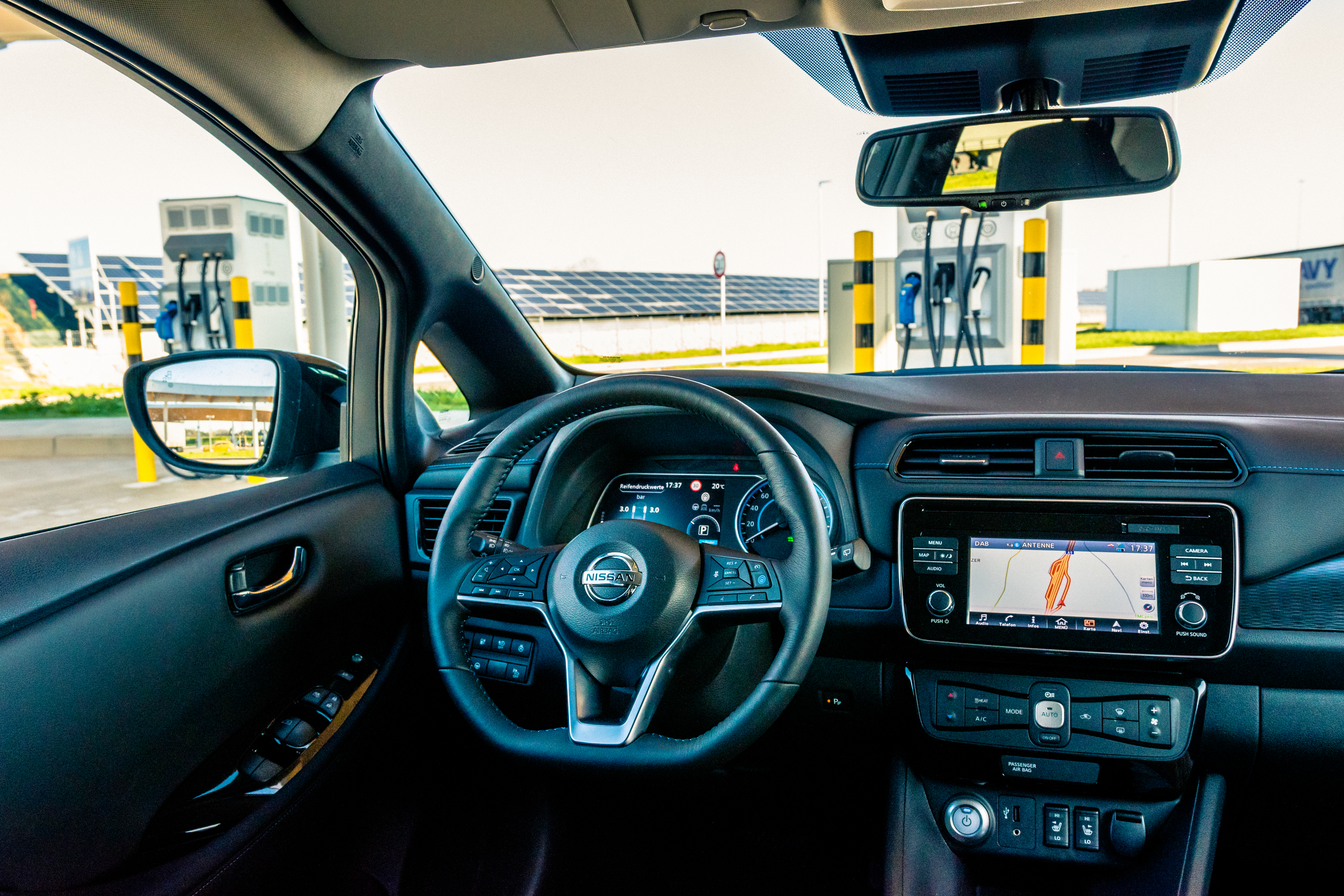
A Nissan Leaf belső tere
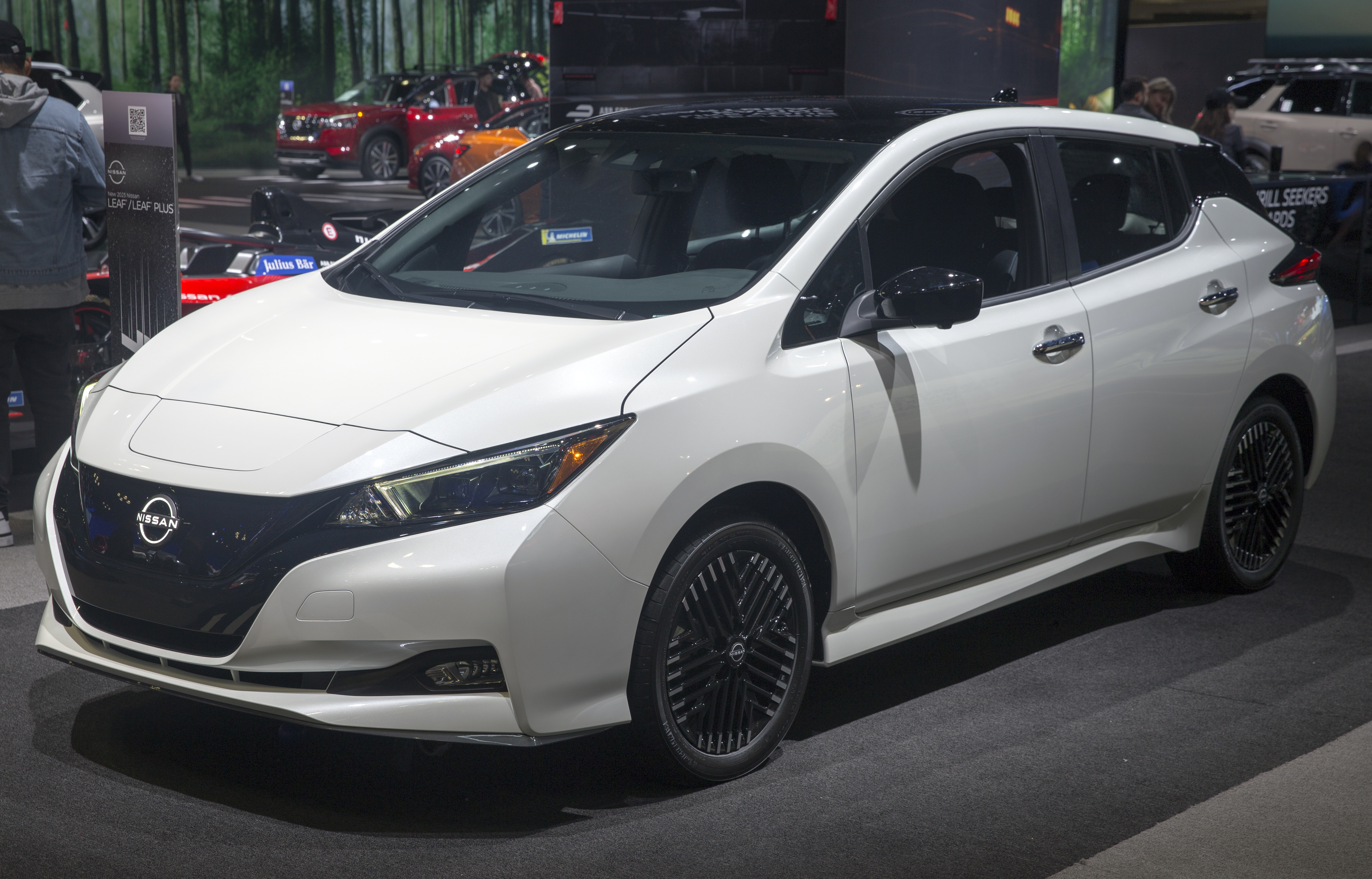
A 2023-as facelift-változat

Az autót 2010-ben kezdték forgalmazni az Egyesült Államokban és Japánban. Az első olyan tisztán elektromos meghajtású autó volt, ami nagy tételben került forgalomba. Magyarországi forgalmazásának kezdetére, 2013 tavaszára világszerte már 54 000 példány közlekedett. 2014 decemberében a világszerte eladott Leaf-ek száma meghaladta a 150 000-et.

## Az első generáció (ZE0; 2010–2017)

### Meghajtás
A Leaf egy 80 kW-os (110 LE) és 280 Nm-es elsőkerék-meghajtású szinkron elektromos motorral rendelkezik, amelyet két kapacitású akkumulátorral forgalmaztak.

### Külső és férőhely
Az autó technológiailag nagyon innovatív volt, ehhez illően egyedi és megosztó külsőt kapott, mellyel kitűnik az áltagos autók közül. Majd 4 és fél méteres hossza ellenére csak 370 literes csomagtartóval rendelkezik. Az akkumulátor az autó padlójában és a csomagtartó alatt található, emiatt kisebb a csomagtartója a hasonló méretű autóhoz képest.
Az autó 5 személy szállítására alkalmas.

### Akkumulátor, hatótáv és töltés
Az első generációs Leaf-et két akkumulátor mérettel lehetett kapni. Mindkét akkumulátor léghűtéses, lítion-ion akkumulátorral.
A hajtásért felelős fő akkumulátor mellett 12 voltos akkumulátora is van az autónak, mely az autó fedélzeti számítógépét és az kiegészítő funkcióit látja el árammal.
Az autó Type1 csatlakozón keresztül 3,3 és opcionálisan 6,6 kW töltőerősséggel lehet tölteni. Villámtölteni pedig a CHAdeMO csatlakozóján keresztül lehet maximálisan 50 kW töltőerősséggel.

#### 24 kWh akkumulátor (2011–2015)
Az első öt modellévben a kisebb, 24 kWh akkumulátorral szerelték az autót, mely a NEDC hatótáv szabvány szerint 199 km-t, EPA szabvány szerint 135 km-t képes megtenni.
Az autó hatótávolsága a gyártó szerint 199 kilométer, amit a vezetési stílus befolyásol. (Normál használat mellett egy töltés körülbelül 130 kilométer megtételére elég, bár egyes tesztek során ennek dupláját is sikerült megtenni egy feltöltéssel.)

#### 30 kWh akkumulátor (2016–2017)
A modell értékesítésének utolsó két évében már 30 kWh-s akkumulátorral szerelték, mely a NEDC hatótáv szabvány szerint 250 km-t, EPA szabvány szerint 172 km-t képes megtenni.

## A második generáció (ZE1; 2017–jelen)
A 2017 októberében bejelentett Nissan Leaf ZE1 2018-ban érkezett az európai piacra.

### Meghajtás
A második generációs Leaf meghajtás szempontból is jelentős javításon esett át. Az elektromos motor teljesítménye 150 LE lett, mellyel már 7,9 mp-es gyorsulása van, mely igazán jónak számít. Végsebessége 150 km/h-ra van maximálizálva.

### Külső és férőhely
Az első generációs Leaf karosszériájának alapjait meghagyták, hiszen méretben alig van pár milliméter különbség, de az autó megosztó orrát és hátulját átformálták, emiatt egy külsőleg megnyerőbb autó lett a második generációs Nissan Leaf.
A nagyobb akkumulátor nem jelent kisebb csomagtartó kapacitást, sőt. A második generációs Nissan Leaf-nek már 435 literes csomagtartója van.

### Akkumulátor, hatótáv és töltés

#### 40 kWh akkumulátor (2017–től)
A második generációs Leaf 2017-ben a 40 kWh-s akkumulátorával jelent meg, mely a NEDC hatótáv szabvány szerint 378 km-t, EPA hatótáv szerint 241 km-t tud megtenni. A valós elektromos hatótáv a két érték között szereplhet. Télen fűtéssel az EPA hatótáv mérvadó, nyáron illetve alacsonyabb sebességgel pedig a NEDC hatótáv.
A 40 kWh-s modell Type2 csatlakozón keresztül 6.6 kW-tal tölthető, míg CHAdeMO villámtöltő csatlakozón keresztül 50 kW-tal.

#### 62 kWh akkumulátor (2019–től)
2019-ben debütált a 62 kWh-s modell, mely a második generációs Leaf külsejét kapta meg, viszont jobb teljesítménnyel és akkumulátorral rendelkezik. Teljesítménye 217 LE, gyorsulása 7,5 mp, akkumulátor kapacitása 62 kWh, mely az EPA hatótávját 364 km-re gyarapította.

## Fordítás
Ez a szócikk részben vagy egészben  a   Nissan Leaf című angol Wikipédia-szócikk fordításán alapul.  Az eredeti cikk szerkesztőit annak laptörténete sorolja fel. Ez a jelzés csupán a megfogalmazás eredetét és a szerzői jogokat jelzi, nem szolgál a cikkben szereplő információk forrásmegjelöléseként.